# Bart Chabot

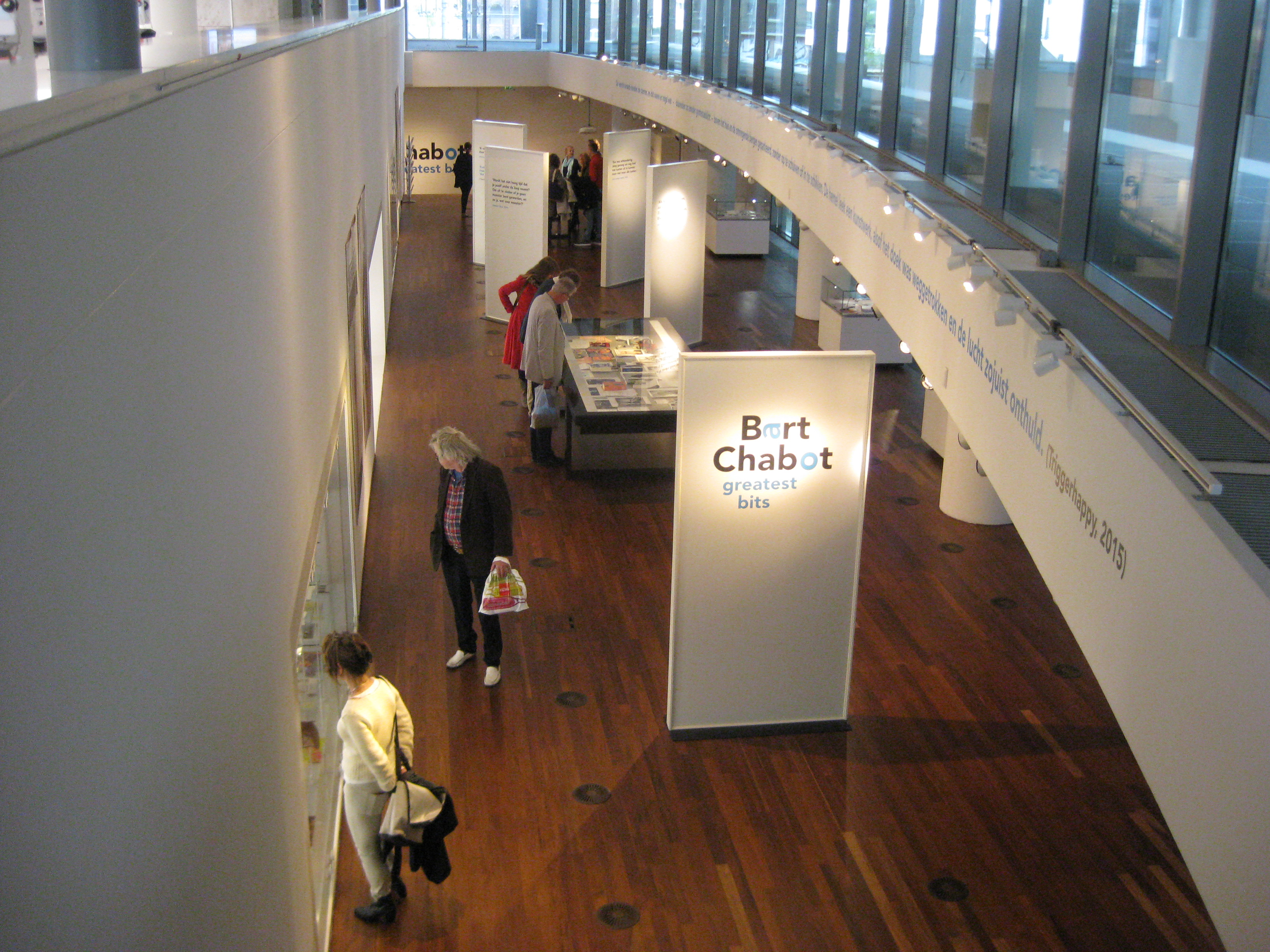
Tentoonstelling Bart Chabot - GREATEST BITS

Bart Chabot (Den Haag, 26 september 1954) is een Nederlandse dichter en schrijver.

## Levensloop
Chabot werd van de hbs verwijderd maar rehabiliteerde zich door via mulo en havo alsnog het diploma atheneum A te behalen op het Aloysius College. Na de militaire dienst studeerde hij een jaar Nederlandse taal- en letterkunde aan de Leidse universiteit, maar maakte deze studie niet af.
Chabot is, naast zijn dichtwerkzaamheden ook regelmatig in het theater te zien, vroeger met Jan Mulder en Remco Campert, later met Herman Brood en Jules Deelder. Hij brengt singles en cd's uit en was vaste deelnemer aan het Groot Dictee der Nederlandse Taal. In 2005 schreef hij de tekst voor het Groot Kinderdictee en was hij beste "prominente Nederlander" van de deelnemers aan het Groot Dictee. In 2014 schreef hij ook de tekst voor het Groot Dictee der Nederlandse Taal.
Tevens werd Bart Chabot 'de slimste Nederlander' in het televisieprogramma De slimste mens (2006).
Tussen 1996 en 2003 publiceerde Chabot een vierdelige biografie van Herman Brood: Broodje gezond, Broodje halfom, Brood en spelen en Broodje springlevend. In 2006 toerde hij met Ronald Giphart en Martin Bril in de theatervoorstelling Giphart & Chabot met bril.
In 2007 kreeg hij de Johnny van Doornprijs. Dit was de eerste keer dat Chabot een prijs kreeg.
In 2010 werd bij Bart Chabot een brughoektumor geconstateerd, waarvoor hij werd behandeld. Hij maakte dit op 7 september 2010 bekend in het programma Pauw & Witteman, het programma waar hij als 'politiek watcher' vaak te gast is. Over zijn ziekte en de bijbehorende bestralingen, plus de effecten voor zijn gezin, schreef Chabot het boek Diepere lagen.
In 2013 schreef Chabot zijn eerste roman, Triggerhappy. In datzelfde jaar werd een tentoonstelling aan de schrijver gewijd in het Letterkundig Museum. In 2015 werd Triggerhappy opnieuw uitgebracht en werd  in de Openbare Bibliotheek Amsterdam in Amsterdam de tentoonstelling Bart Chabot - GREATEST BITS gehouden over zijn werk, liefde en vriendschappen.
De laatste jaren trekt Chabot zich wat meer terug uit het openbare leven en komt hij veel minder vaak op televisie. Daarentegen wil hij zich meer toeleggen op het schrijven van romans.
Samen met zijn echtgenote en zoons schreef Chabot het boekenweekgeschenk 2024, Gezinsverpakking, onder de gezamenlijke auteursnaam De Chabotten. In datzelfde jaar werd, in plaats van het boekenweekessay, een dichtbundel van Chabot uitgegeven: Ooievaarsblues.

### Privé
Bart Chabot trouwde in 1987 met Yolanda. Zij hebben vier zonen, Sebastiaan (1989), Maurits (1992), Splinter (1996) en Storm (1998).

## Gepubliceerd werk
- Foto's (1976)
- Als u zó gaat beginnen (1979)
- Popcorn (1981)
- Captain America (1982)
- Lettergreep (1982)
- !Stand (1985)
- Babylon Hotel (1988)
- Duingheest (1989)
- Genadebrood (1993)
- Broodje gezond (1996)
- Judaskus (1997)
- De kootjesblues (2000)
- Broodje halfom (2001)
- Brood en spelen (2002)
- Broodje springlevend (2003)
- Zand erover (2003)

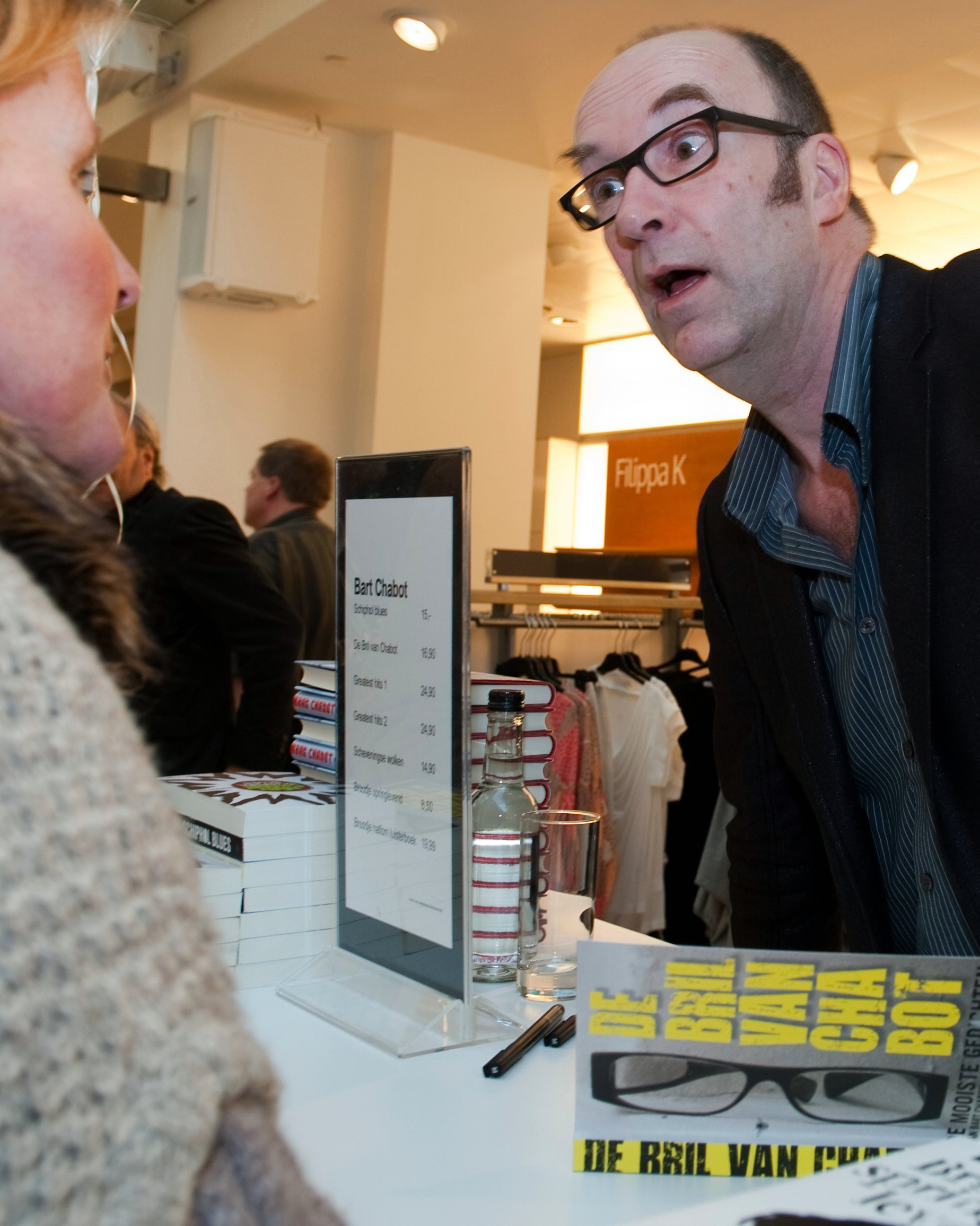
Bart Chabot signeert een boek op het Feest der Letteren in 2010 georganiseerd door de De Bijenkorf

- Greatest Hits Vol. I, verzamelde gedichten 1954 - 2004 (2004)
- Elvistranen (2004)
- Patatje oorlog (2008), in samenwerking met Pierre Wind
- Schiphol Blues (2009)
- Scheveningse wolken (2009)
- Up on the Hilton Roof (2011)
- Diepere Lagen (2011)
- Triggerhappy (2013)
- Zestig (2014)
- Bananenrepubliek (2016)
- Easy street (2016)
- Hosanna dagen (2018)
- Mijn vaders hand (2020)
- Hartritme (2021)[9]
- Engelenhaar (2023)
- Ooievaarsblues (2024), dichtbundel in de boekenweek, in plaats van het boekenweekessay

## Bestseller 60
| Boeken met noteringen in de Nederlandse Bestseller 60 | Jaar van verschijnen | Datum van binnenkomst | Hoogste positie | Aantal weken | Opmerkingen     |
| ----------------------------------------------------- | -------------------- | --------------------- | --------------- | ------------ | --------------- |
| Broodje springlevend                                  | 2003                 | 10-09-2003            | 17              | 7            |                 |
| Mijn vaders hand                                      | 2020                 | 12-02-2020            | 6               | 9            |                 |
| Hartritme                                             | 2021                 | 19-05-2021            | 20              | 3            |                 |
| Engelenhaar                                           | 2023                 | 05-07-2023            | 36              | 1            |                 |
| Ooievaarsblues                                        | 2024                 | 20-03-2024            | 2               | 5            | boekenweekessay |

## Prijzen
- 2021: Littéraire Witteprijs 2022 voor zijn roman Hartritme
- 2022: Jip Golsteijn Journalistiekprijs voor Hollands Glorie revisited, Bart Chabot ontmoet Barry Hay, gepubliceerd in OOR.